# Highway (groupe monténégrin)
Pour les articles homonymes, voir Highway.
Highway est un groupe monténégrin de pop, rock, country, hard rock, rock progressif et rock alternatif dont l'influence provient de groupes connu : Arctic Monkeys, Red Hot Chili Peppers, Muse et Kings Of Leon. Le groupe fut conçu dans la capitale du pays, Podgorica.

## Membres
- Petar Tošić (chant)
- Marko Pesic (guitare, batterie et chant)
- Luka Vojvodić (guitare et chant)
- Jovan Redžić (guitare)

## Discographie

### Singles
- 2015 : Bar na kratko
- 2015 : Sam
- 2016 : Lud
- 2016 : The real thing (avec Bojan Jovović)
- 2017 : Što Dalje
- 2018 : Navika
- 2018 : Salt Lake City
- 2019 : Beskrajni Dan
- 2020 : Svijetlija Strana Ulice
- 2020 : Sačuvaj mjesto za nas (Samo svoj)
- 2020 : Ponekad u noći

### Albums
- 2021 : Skica Za Portret
  1. Lud
  2. Skica Za Portret
  3. Salt Lake City
  4. Što Dalje
  5. Sačuvaj mjesto za nas (Samo svoj)
  6. Navika
  7. Beskrajni Dan
  8. Svijetlija Strana Ulice
  9. Nadomak Zore
  10. Ponekad u noći

## Les Débuts
Moins d'un an après sa formation, le groupe est devenu célèbre au niveau national et européen après avoir participé à la version adriatique du concours de talents X-Factor , (appelé " X Factor Adria ")  qui est diffusée en Serbie (enregistrée dans la ville de Belgrade ) mais aussi au Monténégro , en Macédoine du Nord , en Bosnie-Herzégovine et en Croatie . Au concours de télévision, ils faisaient partie de l'équipe du chanteur et musicien Tonči Huljić et ont finalement terminé quatrième.  
Après avoir participé à X Factor Adria, ils sortent leur premier single intitulé "Bar na kratko"  et avec lequel ils réussissent à le présenter et à participer au célèbre festival Sunčane Skale 2015 qui s'est tenu dans la ville de Herceg Novi et où ils reçoivent le troisième prix dans la catégorie des nouveaux talents.

## L'Eurovision

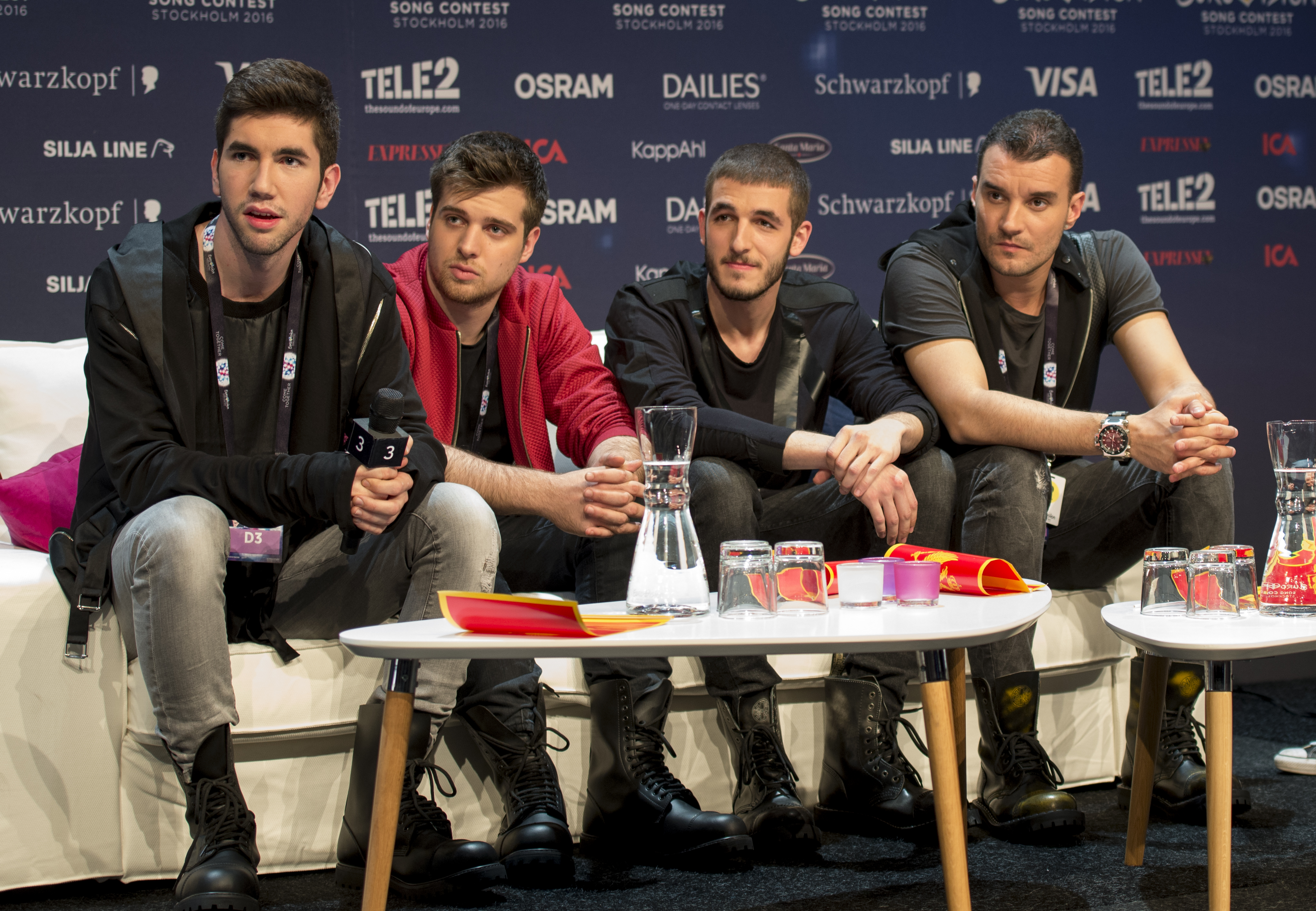
Highway lors d'une réception pendant le Concours Eurovision de la chanson 2016.

Le 2 octobre 2015, ils sont choisis pour représenter le Monténégro au Concours Eurovision de la chanson 2016 à Stockholm, en Suède.
Il fut annoncé le 17 décembre 2015 que le groupe serait rejoint le temps du concours par le chanteur Bojan Jovović, qui a représenté la Serbie-et-Monténégro au Concours Eurovision de la chanson 2005.
Ils participent le 10 mai 2016 à la première demi-finale avec le titre "The real thing", mais ne réussissent pas à se qualifier pour la finale du 14 mai. Ils finissent 13e sur 18 de leur demi-finale. En tout 31eme sur 42.

## L'après Eurovision
En 2018, ils signent chez Croatia Records.
En 2019, ils jouent lors de la cérémonie Miss Monténégro.
En 2020, le journal Cafe del Montenegro déclare que le clip de la chanson "Navika" est l'un des plus beaux clips Monténégrin.
En 2021, ils sont nommés aux Adria Muzzik Video Awards 2020 dans la catégorie meilleur clip vidéo rock pour la chanson "Svijetlija Strana Ulice". Ils perdent face au clip de la chanson "Ti Si Taj" du groupe serbe Goblini. 
Aussi en 2021, ils sortent leur premier Album, "Skica Za Portret", comptant 10 titres dont 2 inédits.
Après une pause, Highway reviens en 2025 avec la chanson "Komšija", un nouveau membre est intégré au groupe : Jovan Redžić.